# Manuel Bibes
Manuel Bibes (né le 15 juillet 1976 à Sainte-Foy-la-Grande) est un physicien français, directeur de Recherche au CNRS, spécialiste des oxydes fonctionnels, des matériaux multiferroïques et de spintronique.

## Biographie
Après un diplôme d’ingénieur à l’Institut National des Sciences Appliquées de Toulouse (1998), il soutient une thèse en 2001 sous la direction de Josep Fontcuberta à l’ICMAB, à l’Université Autonome de Barcelone (2001), sur la physique de couches minces de manganites et leur utilisation en spintronique. Il effectue ensuite un séjour post-doctoral à l’Unité Mixte de Physique CNRS/Thales sous la direction d’Albert Fert.   
Manuel Bibes intègre le CNRS en 2003 à l’Institut d’Électronique Fondamentale (maintenant le Centre de Nanosciences et de Nanotechnologies, C2N). Après des séjours au MIT et à l’Université de Cambridge en tant que chercheur invité, il rejoint l’Unité Mixte de Physique CNRS/Thales en 2007. Ses publications sont listées dans Google Scholar.
Manuel Bibes est un pionnier de la recherche sur les matériaux multiferroïques  (simultanément magnétiques et ferroélectriques) et de leur utilisation pour le contrôle électrique du magnétisme. En 2009 son équipe découvre le phénomène d’électrorésistance géante dans des jonctions tunnel ferroélectriques  (résultats publiés dans la revue Nature) utilisables en tant que synapses artificielles. En 2016, en collaboration avec le laboratoire Spintec, il démontre que des interfaces d’oxydes non-magnétiques peuvent être utilisées en tant que détecteurs de spin ultrasensibles puis collabore avec Intel  pour la mise au point d’un nouveau type de transistor  visant à remplacer les transistors actuels basés sur la technologie CMOS. Depuis 2018, il est reconnu en tant que Highly Cited Researcher par Clarivate Analytics. En juin 2022, il reçoit avec Agnès Barthélémy, Ramamoorthy Ramesh et Nicola Spaldin le Europhysics Prize décerné par la Société Européenne de Physique récompensant leurs contributions fondamentales à la physique et aux applications des matériaux multiferroïques et magnétoélectriques. En octobre 2024, il crée la start-up Nellow avec Laurent Vila et Jean-Philippe Attané du laboratoire Spintec, qui vise à développer et commercialiser des puces pour la logique et l'intelligence artificielle à ultrabasse consommation d'énergie.

## Récompenses et distinctions
- Médaille d'argent du CNRS (2025)[13]
- Lauréat du Europhysics Prize de la Société Européenne de Physique (2022)[14]
- Lauréat d’une bourse ERC Advanced du Conseil Européen de la Recherche, ERC (2019)[15]
- Prix Friedrich-Wilhelm Bessel de la Fondation Alexander von Humboldt (2018)[16]
- Prix Descartes-Huygens de l’Académie des Sciences et de l’Académie Royale des Pays-Bas (2017)[17]
- Fellow de la Société Américaine de Physique, APS (2015)[18]
- Lauréat d’une bourse ERC Consolidator du Conseil Européen de la Recherche, ERC (2014)[19]
- Prix EU-40 de la Société Européenne de Recherche sur les Matériaux, EMRS (2013)[20]
- Prix extraordinaire de doctorat, Université Autonome de Barcelona (2001)

## Conférences vidéo et audio
- Electric-field control of magnetism in oxide heterostructures (séminaire au Collège de France, 30 mai 2017) [21]
- A journey through the oxide world (discours à l’Académie des Sciences, 20 février 2018)[22]